# Торкель Клюпп
Торкель Клюпп или просто Клюпп (погиб примерно в 970 году, Альрексстадир, Хордаланн, Норвегия) — норвежский херсир, персонаж «Пряди о Сигурде Слюне» и ряда исландских саг. Известен в первую очередь как убийца Сигурда Слюны, изнасиловавшего его жену.

## Биография
Клюпп или Торкель Клюпп, согласно средневековым источникам, был одним из четырёх сыновей Торда и внуком Хёрда-Кари, предка многих аристократов в Хордаланне. После смерти отца он унаследовал положение херсира — племенного вождя, полунезависимого правителя одного из норвежских фюльков, обладавшего военными и предположительно жреческими полномочиями. Клюпп был женат на Алов — знатной женщине, по разным данным, сестре, дочери или внучке Асбьёрна, сестре Железного Скегги.
Примерно в 970 году произошло столкновение Клюппа с конунгом Сигурдом Слюной — младшим братом верховного короля Харальда Серая Шкура, правившим частью Центральной Норвегии. «Сага о Харальде Серая Шкура», входящая в состав «Круга земного» (первая половина XIII века), рассказывает, что Сигурд приехал в поместье херсира в его отсутствие и был радушно встречен его женой. Ночью Сигурд «пошёл к ложу Алов и лёг с ней против её воли. Потом конунг уехал…». Следующей осенью Клюпп во главе вооружённого отряда приехал в поместье Альрексстадир в Хордаланне и там убил Сигурда ударом меча, но сам был зарублен на месте его дружинником Эрлингом Старым.
Согласно «Саге о Торде Пугале» (XIV век), Клюпп решил отомстить за изнасилование жены под влиянием своего брата Торда, причём месть свершилась во время пира. В этом источнике Клюппа убил его двоюродный брат Хроальд, тут же убитый Тордом. Наконец, «Прядь о Сигурде Слюне», вошедшая в состав «Книги с Плоского острова», называет убийцей Клюппа Эгмунда, его дядю (отца Хроальда), который позже был сожжён в своём доме родственниками убитого. «По их мнению, — говорит автор пряди, — вина за то, что произошло между конунгом и Торкелем, в первую очередь падала на конунга».
Алов после гибели мужа уплыла в Исландию, там стала женой Бёдвара сына Торстейна (брата Халля с Побережья), но вскоре овдовела и вернулась на родину. Её дочь от Клюппа по имени Гудрун вышла за одного из знатнейших исландцев — Эйнара, сына Эйольва с Поперечной Реки. Один из сыновей, родившихся в этом браке, получил в честь деда имя Торкель Клюпп.